# Used (Huesca)
Used (Usé en aragonés) es una localidad despoblada y antiguo municipio de España, en la provincia de Huesca, Aragón. Actualmente pertenece al municipio de Sabiñánigo, en la comarca del Alto Gállego. El pueblo se encuentra dentro del área periférica de protección del parque natural de la Sierra y los Cañones de Guara.

## Geografía
Used está situado a 1150 metros de altura en la ladera suroeste del Castellar. El Castellar es una elevación enclavada entre las depresiones de Nocito, al oeste, y Bara, al este, y entre las sierras de Aineto, al norte, y la de Guara, al sur.
La sierra de Guara está orientada de este a oeste y forma parte de las denominadas Sierras Exteriores Pirenaicas y en ellas afloran, sobre todo, materiales terciarios (calizas y margas del Eoceno) y, en menor proporción, de los periodos Triásico (yesos y margas) y Cretácico (las duras calizas de origen marino que han dado lugar a las principales elevaciones).
Durante millones de años y a lo largo de la era Mesozoica, el espacio actualmente ocupado por Los Pirineos fue una gran cuenca sedimentaria que fue acumulando materiales procedentes de las área emergidas aledañas. Hace unos 65 millones de años, el plegamiento alpino elevó y fracturo todos esos sedimentos. Posteriormente la erosión hizo que una parte se depositase al pie de la sierra en forma de conglomerados. Estos conglomerados son los que forman actualmente los mallos que flanquean la sierra por su vertiente sur.
Después, los cursos fluviales comenzaron a encajarse escarbando en las calizas y conglomerados, formando los barrancos y cañones tal y como los vemos hoy en día. Allí donde los materiales eran más blandos (areniscas, margas y arcillas) se formaron grandes depresiones, como las de Nocito y Bara.
En la vertiente norte del Tozal de Guara destacan grandes canchales generados por la rotura de las rocas por el frío durante las glaciaciones cuaternarias.

### El Karst
La omnipresencia de calizas en la zona y la solubilidad de éstas en agua, ha dado lugar a la formación de un formidable fenómeno geomorfológico: el karst. 
En superficie se muestra en forma de:
- lapiaz: pequeñas acanaladuras en las rocas
- dolinas: pequeñas depresiones cerradas
- poljés: grandes depresiones

Podemos encontrar lapiaz de manera abundante en el terreno. En los llanos de Cupierlo podemos encontrar alrededor de 248 dolinas en un área de 3,45 kilómetros cuadrados, 110 de ellas de más de 20 metros de radio, y podemos encontrar un poljé en los Fenales de Used.
En el ambiente subterráneo se produce el endokarst o karst interno, manifestado en simas, cavernas y otras cavidades subterráneas. En el Tozal de Cubilás podemos ver la sima de la Grallera Alta de Guara, que con sus casi 280 metros de profundidad en vertical absoluta en una de las simas más profundas de Europa.
Este fenómeno provoca que la circulación de agua en superficie sea prácticamente inexistente, ya que el agua se filtra inmediatamente al subsuelo y circula por la red de galerías subterráneas, reapareciendo en algunos lugares en forma de fuentes, manantiales y surgencias. Estas aguas son por lo general de dureza media y de mineralización débil.
También encontramos la formación de grandes cañones fluviokársticos, excavados por los ríos disolviendo la roca, cortando la sierra de norte a sur. En el barranco de Gorgas Negras, en el río Alcanadre, algunos puntos de sus laderas alcanzan casi los 1000 metros de desnivel. Estos cañones son el gran atractivo de la sierra, por su abundancia e idoneidad para la práctica del barranquismo.

### Hidrografía
Used se encuentra en la divisoria de aguas entre los barrancos de Abellada y de Azpe. El barranco de Abellada discurre al oeste de Used en dirección de norte a sur, girando hacia el oeste en el fondo del valle para acabar desaguando en el barranco de la Pillera, tributario del río Guatizalema. El barranco de Azpe, o río Used, discurre al este de Used en dirección norte a sur, girando hacia el este en fondo del valle para verter sus aguas en el río Alcanadre. Son afluentes del río Used el barranco Abrevadero y el barranco de Riarguala, receptores de las aguas de los Fenales y de Can de Used respectivamente.

### Clima
El clima de Used es de transición entre el clima mediterráneo y el clima continental, con influencia de clima alpino. Así encontramos veranos muy calurosos con noches frescas e inviernos muy fríos. El máximo pluviométrico suele producirse en primavera, mientras que los veramos son extremadamente secos, llegando a perder su caudal gran parte de los cauces fluviales. En verano también pueden producirse aparatoras tormentas de tipo mediterráneo. La orientación y la altura producen una gran variedad microclimática en la zona, permitiendo la convivencia en lugares cercanos de especies vegetales y animales propias de climas distintos, como robles o encinas en las laderas orientadas al sur o abetos, hayas y acebos en las laderas orientadas al norte.

## Historia
- La primera mención documental data de 1218 en que se cita el castillo y villa de Osse. El nombre de Osse se utilizó hasta el siglo XVII.
- El pueblo perteneció durante la Baja Edad Media al monasterio cisterciense de Granja de Escarpe, fundado en 1213.
- En 1495 se contaban seis fuegos.
- Durante el siglo XVI el pueblo se encontró bajo el dominio de los Condes de Sástago.
- La ermita de Can de Used fue la iglesia parroquial de un pueblo, Aspés, desaparecido probablemente tras sufrir una epidemia.
- Francisco Zamora y Juan de Nasarre, de Used, fueron infanzones asistentes a las Cortes de Aragón de 1626.
- Miguel Nasarre, de Used, ganó ejecutoria de infanzonía ante la Real Audiencia de Aragón el 19 de diciembre de 1645.
- En 1757, ante la exigencia del Concejo de Used de que sus vecinos presentaran los documentos justificativos de su condición hidalga, Pedro Huerta de Bernabé y otros, formularon proceso de prueba ante el Fiscal de Su Majestad en la Real Audiencia aragonesa para el reconocimiento de su infanzonía.
- En 1834 Used y Bentué de Nocito se constituyeron en ayuntamiento, y en 1845 se les unieron Bara y Miz.
- A finales del siglo XIX, Used disponía de un molino junto al cauce del río Used, gestionado por el molinero de Bara.
- En 1903 Used contaba con un juzgado.
- Hasta 1916 fue municipio independiente, pasando a denominarse municipio de Used y Bara en el censo de 1920.
- Entre 1920 y 1930 el municipio de Used y Bara desaparece integrándose en el municipio de Secorún.
- El templo parroquial fue incendiado durante el transcurso de la guerra civil española.
- En 1965 las últimas familias dejaron el pueblo.
- En mayo de 1968 se trasladó al cercano Santuario de San Úrbez la única campana de la iglesia de Used que se salvó tras el incendio.[2] La campana fue fundida en 1908 por Jorge Capalvo.
- A finales del siglo XX y principios del XXI se repuebla nuevamente.
- En abril de 2019 llega la electricidad al pueblo.[3]

## Geografía humana

### Demografía
| Gráfica de evolución demográfica de Used entre 1842 y 1920 |
| |
| Población de derecho según los censos de población del INE Población de hecho según los censos de población del INEEn este censo se denominaba Used y Bara: 1920 Entre el censo de 1857 y el anterior, este municipio desaparece porque se integra en el municipio 22525 (Bara y Miz) Entre el censo de 1930 y el anterior, este municipio desaparece porque se integra en el municipio 22134 (Laguarta) Entre el censo de 1897 y el anterior, aparece este municipio porque cambia de nombre y desaparece el municipio 22525 (Bara y Miz) |

### Localidad

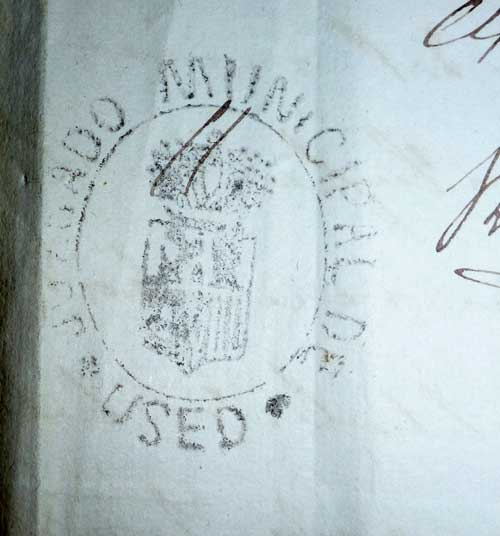
Sello del Juzgado municipal de Used en un documento manuscrito fechado en 1903.

| 79                    | 96 | 77 | 71 | 57 | 46 | - | - | 0 | 0 | 0 | 1 | 0 | 1 |
| (Fuente: IAEST e INE) |    |    |    |    |    |   |   |   |   |   |   |   |   |

### Municipio
| 74                        | - | - | - | - | 350 | 361 | 415 | 391 | - |
| (Fuente: INE [Consultar]) |   |   |   |   |     |     |     |     |   |

## Economía
La economía de Used está basada en la ganadería extensiva y las actividades cinegéticas. Durante casi toda su historia y hasta la despoblación e daba en el lugar la economía de subsistencia.

## Turismo

### Edificios y Monumentos
- Iglesia de San Martín de Tours: Se eleva en el Castellar, punto dominante de la población. Es un inmueble originariamente románico, muy transformado en el siglo XVII. Es de nave rectangular cubierta con bóveda de lunetos y reforzada por tres arcos fajones interrumpidos en altura mediante chaflán convexo y sendos contrafuertes al exterior. Se encuentra en estado de ruina general.

- Ermita de Can de Used (en lengua aragonesa: Can d'Usé): Situada en los llanos de Can de Used. Fue la iglesia parroquial de un pueblo llamado Aspés, ya desaparecido. Únicamente resta intacto el ábside de lo que fue obra románica. El resto fue modificado en el siglo XVIII y el siglo XIX. Tiene nave rectangular y cubierta de estructura de madera a dos aguas. El ábside es semicircular con bóveda de horno al interior y de cabecero recto exteriormente. En la fachada que da al Sur se encuentran una ventana rectangular y la puerta de entrada con arco de medio punto. Se encuentra en estado de ruina general.

### Parque natural de la Sierra y Cañones de Guara
Used se encuentra enclavado en el área periférica de especial protección del parque natural de la Sierra y Cañones de Guara. Desde Used se puede acceder a algunos de los parajes más escondidos y bellos del parque.
- Salto de La Tosca, en el barranco de Cardito, afluente del río Used
- Barranco de Gorgas Negras, en el río Alcanadre
- Llanos de Cupierlo
- Vallemona
- Punta de Vallemona (1967 metros)
- Pozo de nieve de Vallemona o del Duque.
- Prados de Los Fenales
- Can de Used
- Tozal de la Cabeza de Guara (1870 metros)
- Tozal de Cubilás (1945 metros)
- Tozal de Guara (2077 metros)
- Sima de la Grallera Alta de Guara, en el Tozal de Cubilás.

## Ocio y cultura

### Fiestas
- El día 11 de noviembre en honor a San Martín de Tours.
- El día 22 de mayo en honor a Santa Quiteria.